# اچ‌دی ۱۵۲۰۱۰
اچ‌دی ۱۵۲۰۱۰ یک ستاره است که در صورت فلکی مرغ بهشتی قرار دارد.